# Engenharia genética

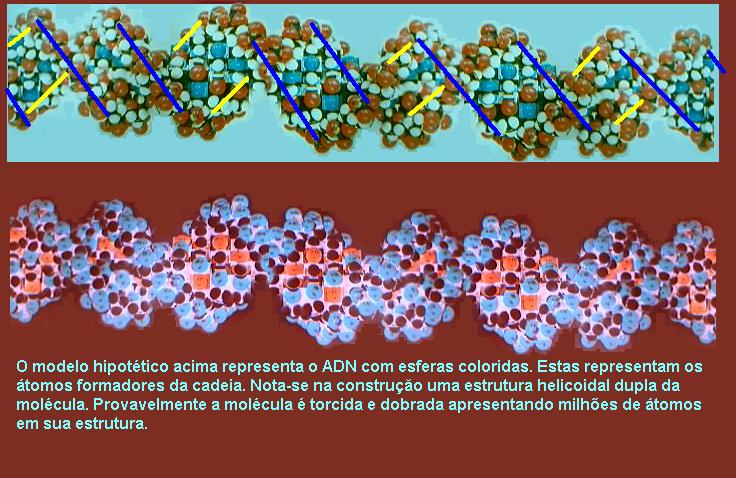
Cadeia ADN

Manipulação genética e modificação genética são termos para o processo de manipulação dos genes num organismo, geralmente fora do processo normal reprodutivo deste. Envolvem frequentemente o isolamento, a manipulação e a introdução do DNA num ser vivo, geralmente para expressar um gene. O objetivo é introduzir novas características num ser vivo para aumentar a sua utilidade, tal como aumentando a área de uma espécie de cultivo, introduzindo uma nova característica, ou produzindo uma nova proteína ou enzima.
Exemplos são a produção de insulina humana através do uso modificado de bactérias e da produção de novos tipos de ratos como o OncoMouse (rato cancro) para pesquisa, através de ré-estrangulamento genético. Já que uma proteína é codificada por um segmento específico de ADN chamado gene, versões futuras podem ser modificadas mudando o DNA de um gene. Uma maneira de o fazer é isolando o pedaço de ADN contendo o gene, cortando-o com precisão, e reintroduzindo o gene em um segmento de DNA diferente.
A engenharia genética oferece a partir do estudo e manuseio bio-molecular (também chamado de processo biológico e molécular), a obtenção de materiais orgânicos sintéticos. Os processos de indução da modificação genética permitiram que a estrutura de sequências de bases completas de DNA fossem decifradas, portanto facilitando a clonagem de genes. A clonagem de genes é uma técnica que está sendo largamente utilizada em microbiologia celular na identificação e na cópia de um determinado gene no interior de um organismo simples empregado como receptor, uma bactéria, por exemplo. Este processo é muito importante na síntese de alguns sub-produtos utilizados para o tratamento de diversas enfermidades.

## Definição
A engenharia genética altera a composição genética de um organismo utilizando técnicas que removem material hereditário ou que introduzem DNA preparado fora do organismo ou diretamente no hospedeiro ou numa célula que é então fundida  com o hospedeiro. Isto envolve o uso de técnicas de ácido nucleico recombinante (DNA ou RNA) para formar novas combinações de material genético hereditário seguido pela incorporação desse material quer indiretamente através de um sistema de vector ou diretamente através de técnicas de microjecção, macroinjecção e microencapsulação.
A engenharia genética não inclui normalmente a criação animal e vegetal tradicional, a fertilização in vitro, a indução de poliploidia, mutagénese e técnicas de fusão celular que não utilizam ácidos nucleicos recombinantes ou um organismo geneticamente modificado no processo. Contudo, a Comissão Europeia definiu igualmente a engenharia genética como incluindo a criação seletiva e outros meios de seleção artificial . A clonagem e a pesquisa com células-tronco, embora não sejam consideradas engenharia genética, estão intimamente relacionadas e a engenharia genética pode ser usada dentro delas. A biologia sintética é uma disciplina emergente que leva a engenharia genética um passo adiante, introduzindo material artificialmente sintetizado a partir de matérias-primas em um organismo.
Se material genético de outra espécie é adicionado ao hospedeiro, o organismo resultante é chamado transgênico. Se o material genético da mesma espécie ou uma espécie que pode naturalmente produzir com o hospedeiro é usado o organismo resultante é chamado cisgenic. A engenharia genética também pode ser usada para remover material genético do organismo alvo, criando um organismo knockout de genes.  Na Europa modificação genética é sinônimo de engenharia genética, enquanto nos Estados Unidos da América, também pode se referir a métodos de reprodução convencionais.  O sistema regulatório canadense é baseado em se um produto tem características novas, independentemente do método de origem. Em outras palavras, um produto é regulado como geneticamente modificado se ele carrega algum traço não encontrado previamente na espécie se foi gerado usando métodos de criação tradicionais (por exemplo, reprodução seletiva, fusão celular, criação de mutações) ou engenharia genética.  Dentro da comunidade científica, o termo engenharia genética não é comumente usado; São preferidos termos mais específicos, tais como os transgénicos.

## História da engenharia genética
A modificação genética causada pela atividade humana tem ocorrido desde aproximadamente 12.000 a.C., quando os seres humanos começaram a domesticar organismos. A engenharia genética como transferência direta de DNA de um organismo para outro foi realizada pela primeira vez por Herbert Boyer e Stanley Cohen em 1972. O primeiro animal geneticamente modificado foi um rato criado em 1974 por Rudolf Jaenisch. Em 1983, um gene resistente aos antibióticos foi inserido no tabaco, levando à primeira planta geneticamente modificada. Avanços seguido que permitiu aos cientistas manipular e adicionar genes para uma variedade de organismo diferente e induzir uma variedade de efeitos diferentes.
Em 1976, a tecnologia foi comercializada, com o advento de bactérias geneticamente modificadas que produzem somatostatina, seguido de insulina em 1978. As plantas foram primeiro comercializadas com tabaco resistente a vírus libertado na China em 1992. A primeira alimentos geneticamente modificado foi o tomate Flavr Savr comercializado em 1994. Em 2010, 29 países haviam plantado culturas biotecnológicas comercializadas. Em 2000, um artigo publicado na Science introduziu arroz dourado, o primeiro alimento desenvolvido com maior valor nutritivo.

### Agricultura
A engenharia genética é a manipulação direta do genoma de um organismo usando certas técnicas biotecnológicas que só existiram desde a década de 1970. A manipulação genética dirigida pelo homem estava ocorrendo muito mais cedo, começando com a domesticação de plantas e animais através da seleção artificial. Acredita-se que o cão seja o primeiro animal domesticado, possivelmente proveniente de um antepassado comum do lobo cinzento, com evidências arqueológicas que datam de cerca de 12 000 a.C.. Outros carnívoros domesticados em tempos pré-históricos incluem o gato, que coabitou com humano há 9 500 anos. Evidências arqueológicas sugerem ovelhas, bovinos, suínos e cabras foram domesticados entre 9 000 a.C. e 8 000 a.C. no Crescente Fértil.
A primeira evidência de domesticação vegetal vem de emmer e einkorn trigo encontrado em pré-cerâmica Neolítico A aldeias no sudoeste da Ásia datada de 10 500 a 10 100 a.C.. O Crescente Fértil da Ásia Ocidental, Egito e Índia foram os locais de plantação e colheita mais precoce de plantas que haviam sido previamente coletadas na natureza. O desenvolvimento independente da agricultura ocorreu no norte e no sul da China, no Sahel da África, na Nova Guiné e em várias regiões das Américas. As oito colheitas fundadoras do Neolítico (trigo, trigo, cevada, ervilhas, lentilhas, ervilhaca amarga, ervilhas e linho) apareceram por volta de 7000 a.C.. Horticultura aparece pela primeira vez no Levante durante o período Chalcolithic cerca de 6 800 a 6 300 a.C.. Devido aos tecidos moles, a evidência arqueológica para vegetais cedo é escassa. Os primeiros vestígios vegetais foram encontrados em cavernas egípcias que datam do segundo milênio a.C..
A criação seletiva de plantas domesticadas foi, uma vez, o principal caminho que os primeiros agricultores formaram organismos para atender às suas necessidades. Charles Darwin descreveu três tipos de seleção: a seleção metódica, em que os humanos deliberadamente selecionam para características particulares; Seleção inconsciente, em que uma característica é seleccionada simplesmente porque é desejável; E seleção natural, em que um traço que ajuda um organismo a sobreviver melhor é passado. : 25 Reprodução precoce confiou na seleção inconsciente e natural. A introdução da seleção metódica é desconhecida. : 25 Características comuns que foram criadas em plantas domesticadas incluem grãos que não quebraram para permitir uma colheita mais fácil, amadurecimento uniforme, tempo de vida mais curto que se traduzem em crescimento mais rápido, perda de compostos tóxicos e produtividade . : 27-30 Algumas plantas, como a Banana, puderam ser propagadas por clonagem vegetativa. Os descendentes muitas vezes não continham sementes e, portanto, eram estéreis. Entretanto, estes filhotes eram geralmente mais suculentos e maiores. Propagação através da clonagem permite que estas variedades mutantes para ser cultivado, apesar da sua falta de sementes. :
A hibridação foi outra maneira de introduzir mudanças rápidas na composição da planta. Muitas vezes aumentava o vigor nas plantas e combinava traços desejáveis. A hibridação ocorreu muito provavelmente primeiro quando os seres humanos cresceram primeiramente plantas similares, contudo ligeiramente diferentes na proximidade próxima. : 32 Triticum aestivum, trigo usado em assar o pão, é um allopolyploid. Sua criação é o resultado de dois eventos de hibridização separados.
O enxerto pode transferir cloroplastos (DNA especializado em plantas que podem conduzir a fotossíntese), DNA mitichondrial eo núcleo inteiro da pilha que contem o genoma para potencial fazer uma espécie nova que faz grefting uma forma de engenharia genética natural.
Os raios-X foram utilizados pela primeira vez deliberadamente mutar plantas em 1927. Entre 1927 e 2007, mais de 2 540 variedades de plantas geneticamente modificadas tinham sido produzidas usando raios-x.

### Genética
Várias descobertas genéticas têm sido essenciais no desenvolvimento da engenharia genética. A herança genética foi descoberta pela primeira vez pelo sacerdote Gregor Mendel em 1865, após experimentos cruzando ervilhas. Embora largamente ignorado por 34 anos, ele forneceu a primeira evidência de segregação hereditária e sortimento independente. Em 1889 Hugo de Vries veio com o nome de "pan" gene "depois de postular que as partículas são responsáveis pela herança de características do termo "genética" foi cunhado por William Bateson em 1905. Em 1928 Frederick Griffith provou a existência de um "princípio transformador" envolvido na herança, que Avery, MacLeod e McCarty mais tarde (1944) identificaram como DNA Edward Lawrie Tatum e George Wells Beadle desenvolveram o dogma central que genes para proteínas em 1941. A dupla hélice Estrutura de DNA foi identificada por James Watson e Francis Crick em 1953.
Além de descobrir como o DNA funciona, ferramentas tinham que ser desenvolvidas que permitiam que ele fosse manipulado. Em 1970 Hamilton Smiths descobriu enzimas de restrição que permitiram que o DNA fosse cortado em locais específicos e separado em um gel de eletroforese. Isso permitiu aos cientistas isolar genes do genoma de um organismo.  DNA ligases, que juntam o DNA quebrado juntos, tinham sido descobertos anteriormente em 1967  e combinando as duas enzimas era possível "cortar e colar" sequências de DNA para criar DNA recombinante. Os plasmídeos, descobertos em 1952 , tornaram-se ferramentas importantes para a transferência de informações entre células e sequências de DNA replicantes. Frederick Sanger desenvolveu um método para seqüenciamento de DNA em 1977, aumentando muito a informação genética disponível para os pesquisadores. A reação em cadeia da polimerase (PCR), desenvolvida por Kary Mullis em 1983, permitiu a amplificação de pequenas seções de DNA e ajudou na identificação e isolamento de material genético.
Além de manipular o DNA, técnicas tinham de ser desenvolvidas para sua inserção (conhecida como transformação) no genoma de um organismo. A experiência de Griffiths já havia mostrado que algumas bactérias tinham a capacidade de absorver e expressar naturalmente DNA estranho. A competência artificial foi induzida em Escherichia coli em 1970, quando Morton Mandel e Akiko Higa mostraram que poderia tomar o bacteriófago λ após tratamento com solução de cloreto de cálcio (CaCl2).  Dois anos mais tarde, Stanley Cohen mostrou que o tratamento com CaCl2 também era eficaz para a absorção de ADN plasmídico.  A transformação usando electroporation foi desenvolvida nos 1980s atrasados, aumentando a eficiência ea escala bacteriana.  Em 1907 uma bactéria que causou tumores de planta, Agrobacterium tumefaciens, foi descoberta e no início dos anos 1970 o agente indutor de tumor foi encontrado para ser um plasmídeo de DNA chamado o plasmídeo de Ti. Removendo os genes no plasmídeo que causou o tumor e adicionando novos genes, os pesquisadores foram capazes de infectar plantas com A. tumefaciens e deixar as bactérias inserir seu DNA nos genomas das plantas.
Os pesquisadores norte-americanos George W. Beadle e Edward L. Tatum, na década de 1930, demonstraram a regulação pelos genes da produção de proteínas e enzimas e a consequente intervenção nas reações dos organismos dos animais. A partir destas pesquisas, teve início o progresso de descoberta da estrutura genética humana.
Oswald Avery em 1944, pesquisando a cadeia molecular do ácido desoxirribonucleico (DNA),ou (RNA), descobriu que este é o componente cromossômico que transmite informações genéticas.
Em 1953 os ingleses Francis H. C. Crick, Maurice Wilkins e o norte-americano James D. Watson conseguiram mapear boa parte da estrutura da molécula do DNA.
Em 1961 os franceses François Jacob e Jacques Monod pesquisaram o processo de síntese de proteínas nas células bacterianas. Descobriram que o principal responsável pela síntese é o DNA, que passou então a ser o elemento central das pesquisas de engenharia genética.
Em 1972, na Universidade de Stanford, na Califórnia, o norte-americano Paul Berg ligou duas cadeias de DNA. Uma era de origem animal, a outra bacteria da criação sintética de produtos de engenharia genética.
Em 1978, o suíço Werner Arber e os norte-americanos Daniel Nathans e Hamilton O. Smith foram laureados com o Prêmio Nobel de medicina ou fisiologia por terem isolado as enzimas de restrição, que são substâncias capazes de cindir o DNA controladamente em pontos precisos. Juntamente com a Ligase, que consegue unir fragmentos de ADN, enzimas de restrição formaram a base inicial da tecnologia.

## Antigos organismos geneticamente modificados
Em 1972, Paul Berg utilizou enzimas de restrição e ligases de DNA para criar as primeiras moléculas de DNA recombinante. Ele combinou DNA do vírus do macaco SV40 com o do vírus lambda. [26] Herbert Boyer e Stanley Norman Cohen levaram o trabalho de Berg um passo adiante e introduziram DNA recombinante em uma célula bacteriana. Cohen estava pesquisando plasmídeos, enquanto o trabalho de Boyers envolveu enzimas de restrição. Eles reconheceram a natureza complementar de seu trabalho e se uniram em 1972. Juntos eles encontraram uma enzima de restrição que cortou o plasmídeo pSC101 em um único ponto e foram capazes de inserir e ligar um gene que conferiu resistência ao antibiótico kanamicina no intervalo. Cohen tinha previamente concebido um método onde as bactérias poderiam ser induzidas a pegar um plasmídeo e usando isso eles foram capazes de criar uma bactéria que sobreviveu na presença da canamicina. Isto representou o primeiro organismo geneticamente modificado. Eles repetiram experiências mostrando que outros genes poderiam ser expressos em bactérias, incluindo um do sapo Xenopus laevis, a primeira transformação do reino cruz.
Em 1974 Rudolf Jaenisch criou o primeiro animal GM.
Em 1974, Rudolf Jaenisch criou um rato transgénico introduzindo ADN estranho no seu embrião, tornando-o o primeiro animal transgénico do mundo. Jaenisch estava estudando células de mamíferos infectadas com vírus símio 40 (SV40) quando ele passou a ler um artigo de Beatrice Mintz descrevendo a geração de camundongos quimera. Ele levou suas amostras de SV40 para o laboratório de Mintz e as injetou em embriões de ratos iniciais esperando que tumores se desenvolvessem. Os ratos pareciam normais, mas depois de usar sondas radioativas ele descobriu que o vírus se integrou no genoma dos ratos.  Contudo, os ratinhos não passaram o transgene para os seus descendentes. Em 1981, os laboratórios de Frank Ruddle, Frank Constantini e Elizabeth Lacy injetaram DNA purificado em um embrião de camundongo de uma única célula e mostraram a transmissão do material genético para as gerações subseqüentes.
A primeira planta geneticamente modificada foi o tabaco, relatado em 1983.  Foi desenvolvido por Michael W. Bevan, Richard B. Flavell e Mary-Dell Chilton criando um gene quimérico que uniu um gene resistente a antibióticos ao plasmídeo T1 de Agrobacterium. O tabaco foi infectado com Agrobacterium transformado com este plasmídeo, resultando no gene quimérico a ser inserido na planta. Através de técnicas de cultura de tecidos foi selecionada uma única célula de tabaco que continha o gene e uma nova planta cultivada a partir dele.

## Regulamento
O desenvolvimento da tecnologia de engenharia genética levou a preocupações na comunidade científica sobre os riscos potenciais. O desenvolvimento de um quadro regulamentar relativo à engenharia genética começou em 1975, em Asilomar, Califórnia. A reunião de Asilomar recomendou um conjunto de orientações sobre o uso cauteloso de tecnologia recombinante e quaisquer produtos resultantes dessa tecnologia.  As recomendações Asilomar foram voluntárias, mas em 1976 o Instituto Nacional de Saúde dos EUA (NIH) formou um comité consultivo de DNA recombinante.  Isto foi seguido por outros órgãos reguladores (o Departamento de Agricultura dos Estados Unidos, a Agência de Proteção Ambiental (EPA) e a Administração de Alimentos e Medicamentos (FDA), fazendo com que todas as pesquisas de DNA recombinante sejam rigorosamente regulamentadas nos EUA.
Em 1982, a Organização para a Cooperação e Desenvolvimento Econômico (OCDE) divulgou um relatório sobre os perigos potenciais da liberação de organismos geneticamente modificados para o meio ambiente à medida que as primeiras plantas transgênicas estavam sendo desenvolvidas. À medida que a tecnologia melhorou e os organismos geneticamente mudaram de organismos-modelo para produtos comerciais em potencial, os EUA estabeleceram um comitê no Escritório de Ciência e Tecnologia (OSTP) para desenvolver mecanismos para regulamentar a tecnologia em desenvolvimento. Em 1986, o OSTP atribuiu a aprovação regulamentar de plantas geneticamente modificadas nos EUA para o USDA, FDA e EPA.  No final dos anos 80 e início dos anos 90, orientações sobre a avaliação da segurança de plantas e alimentos geneticamente modificados emergiram de organizações como a FAO e a OMS.
A União Europeia introduziu pela primeira vez leis que exigiam que os OGM fossem rotulados em 1997. [46] Em 2013 Connecticut tornou-se o primeiro estado a promulgar uma lei de rotulagem nos EUA, embora não entraria em vigor até que outros estados seguiram o exemplo.

## Pesquisa e Medicina
A capacidade de inserir, alterar ou remover genes em organismos modelo permitiu aos cientistas estudar os elementos genéticos de doenças humanas.  Os ratos gersso modificados foram criados em 1984 que carregaram oncogenes clonados que os predispôs a desenvolver o câncer. A tecnologia também tem sido usada para gerar ratos com genes nocauteados. O primeiro mouse knockout gravado foi criado por Mario R. Capecchi, Martin Evans e Oliver Smithies em 1989. Em 1992 oncomice com tumor supressor genes nocauteados foram gerados. Criando ratos Knockout é muito mais difícil e só se tornou possível em 2003.
Após a descoberta de microRNA em 1993, a interferência de RNA (RNAi) tem sido usada para silenciar os genes de um organismo. Modificando um organismo para expressar microRNA direcionado para seus genes endógenos, os pesquisadores foram capazes de knockout ou parcialmente reduzir a função do gene em uma variedade de espécies. A capacidade de reduzir parcialmente a função do gene permitiu o estudo de genes que são letais quando completamente nocauteado. Outras vantagens do uso de RNAi incluem a disponibilidade de knockout induzível e de tecido específico. [54] Em 2007, os microRNA direcionados aos genes de insetos e nematóides foram expressos em plantas, levando à supressão quando se alimentaram da planta transgênica, potencialmente criando uma nova maneira de controlar pragas. Segmentar a expressão endógena de microARN permitiu uma afinação mais fina da expressão genética, complementando a abordagem de knockout genética mais tradicional. [56]
A engenharia genética tem sido utilizada para produzir proteínas derivadas de seres humanos e outras fontes em organismos que normalmente não conseguem sintetizar estas proteínas. As bactérias humanas sintetizadoras de insulina foram desenvolvidas em 1979 e foram usadas pela primeira vez como tratamento em 1982.  Em 1988, os primeiros anticorpos humanos foram produzidos em plantas. [58] Em 2000 Vitamina A-enriquecido arroz dourado, foi o primeiro alimento com maior valor nutritivo.

## Avanços futuros
Como em todas as outras plantas foram suscetíveis a infecção por A. tumefaciens outros métodos foram desenvolvidos, incluindo electroporação, micro-injeção e bombardeamento de partículas com uma arma de gene (inventado em 1987). Na década de 1980 as técnicas foram desenvolvidas para introduzir cloroplastos isolados de volta para uma célula de planta que tinha sua parede celular removida. Com a introdução do gene gun em 1987, tornou-se possível a integração de genes estranhos em um cloroplasto.
A transformação genética tornou-se muito eficiente em algum organismo modelo. Em 2008 sementes geneticamente modificadas foram produzidas em Arabidopsis thaliana simplesmente mergulhando as flores em uma solução de Agrobacterium.  A variedade de plantas que foram desenvolvidas foi desenvolvida para diferentes espécies.
O primeiro gado transgênico foi produzido em 1985,  por micro-injetar DNA estranho em ovos de coelhos, ovelhas e porcos.  O primeiro animal a sintetizar proteínas transgênicas em seu leite foram camundongos,  projetados para produzir ativador de plasminogênio tecidual humano.  Esta tecnologia foi aplicada a ovinos, suínos, vacas e outros animais.
Em 2010, cientistas do Instituto J. Craig Venter anunciaram que haviam criado o primeiro genoma bacteriano sintético. Os pesquisadores adicionaram o novo genoma a células bacterianas e células selecionadas que continham o novo genoma. Para fazer isso, as células sofrem um processo chamado resolução, onde durante a divisão celular bacteriana uma nova célula recebe o genoma de DNA original da bactéria, enquanto a outra recebe o novo genoma sintético. Quando esta célula se reproduz usa o genoma sintético como seu modelo. A bactéria resultante que os pesquisadores desenvolveram, chamada Synthia, foi a primeira forma de vida sintética do mundo.
Em 2014 desenvolveu-se a bactéria que replicou um plasmídeo contendo um par de bases não naturais. Isso exigia a alteração da bactéria para que pudesse importar os nucleotídeos não naturais e, em seguida, replicá-los eficientemente. O plasmídeo reteve os pares de bases não naturais quando dobrou 99,4% do tempo estimado.  Este é o primeiro organismo criado para usar um alfabeto genético expandido.
Em 2015 CRISPR e TALENs foram utilizados para modificar genomas de plantas. Os laboratórios chineses usaram-no para criar um trigo resistente a fungos e aumentar os rendimentos do arroz, enquanto o grupo U.K. usou-o para ajustar o gene da cevada que poderia ajudar a produzir variedades resistentes à seca. Quando usado para remover com precisão o material do DNA sem adicionar genes de outras espécies, o resultado não está sujeito ao longo e caro processo regulatório associado com OGMs. Embora CRISPR possa usar DNA estranho para auxiliar o processo de edição, a segunda geração de plantas editadas não contém nenhum desse DNA. Os pesquisadores celebraram a aceleração porque ela pode permitir que eles "acompanhem" os agentes patogênicos em rápida evolução. O Departamento de Agricultura dos Estados Unidos afirmou que alguns exemplos de milho, batata e soja geneticamente modificados não estão sujeitos aos regulamentos existentes. Até 2016, outros órgãos de avaliação ainda não haviam feito declarações.

## Comercialização
Em 1976 Genentech, a primeira empresa de engenharia genética foi fundada por Herbert Boyer e Robert Swanson e um ano mais tarde ea empresa produziu uma proteína humana (somatostatina) em E. coli. A Genentech anunciou a produção de insulina humana geneticamente modificada em 1978.  Em 1980, o Supremo Tribunal dos Estados Unidos no caso Diamond v. Chakrabarty decidiu que a vida geneticamente alterada poderia ser patenteada.  A insulina produzida pelas bactérias, denominada humulina, foi aprovada para ser liberada pela Food and Drug Administration em 1982. [76]
Em 1983, uma empresa de biotecnologia, Advanced Genetic Sciences (AGS) solicitou autorização do governo dos EUA para realizar testes de campo com a cepa de gelo de P. syringae para proteger as colheitas da geada, mas grupos ambientais e manifestantes atrasaram os testes de campo por quatro anos. Legais.  Em 1987, a linhagem de gelo de P. syringae tornou-se o primeiro organismo geneticamente modificado (OGM) a ser liberado para o ambiente  quando um campo de morangueiro e um campo de batata na Califórnia foram pulverizados com ele. Ambos os campos de teste foram atacados por grupos ativistas na noite anterior aos testes: "O primeiro local de testes do mundo atraiu o primeiro trasher de campo do mundo".
A primeira planta de cultura geneticamente modificada foi produzida em 1982, uma planta de tabaco resistente aos antibióticos.  Os primeiros testes de campo de plantas geneticamente modificadas ocorreram em França e nos EUA em 1986, as plantas de tabaco foram projetadas para serem resistentes a herbicidas.  Em 1987, a Plant Genetic Systems, fundada por Marc Van Montagu e Jeff Schell, foi a primeira empresa a desenvolver engenharia genética de plantas resistentes a insectos, incorporando genes que produziam proteínas insecticidas de Bacillus thuringiensis (Bt) em tabaco [82].
As enzimas microbianas geneticamente modificadas foram a primeira aplicação de organismos geneticamente modificados na produção de alimentos e foram aprovadas em 1988 pela Food and Drug Administration . No início dos anos 90, a quimossina recombinante foi aprovada para uso em vários países.  O queijo tinha sido tipicamente feito usando o coalho complexo enzimático que tinha sido extraído do forro do estômago das vacas. Cientistas modificaram bactérias para produzir quimosina, que também foi capaz de coagular leite, resultando em coalhada de queijo. [85] A República Popular da China foi o primeiro país a comercializar plantas transgênicas, introduzindo um tabaco resistente a vírus em 1992.  Em 1994, a Calgene obteve aprovação para liberar comercialmente o tomate Flavr Savr, um tomate projetado para ter uma vida útil mais longa.  Também em 1994, a União Européia aprovou o tabaco projetado para ser resistente ao herbicida bromoxinil, tornando-se a primeira colheita geneticamente modificada comercializada na Europa.  Em 1995 Bt Potato foi aprovado seguro pela Agência de Proteção Ambiental, depois de ter sido aprovado pela FDA, tornando-se a primeira planta produtora de pesticidas a ser aprovada nos EUA.  Em 1996 um total de 35 aprovações tinha sido concedida a crescer comercialmente 8 culturas transgénicas e uma colheita da flor (cravo), com 8 características diferentes em 6 países mais o UE.
Em 2010, 29 países haviam plantado culturas biotecnológicas comercializadas e outros 31 países haviam concedido a aprovação regulamentar de culturas transgênicas a serem importadas.  Em 2013 Robert Fraley (vice-presidente executivo da Monsanto e diretor de tecnologia), Marc Van Montagu e Mary-Dell Chilton foram agraciados com o Prêmio Mundial da Alimentação para melhorar a "qualidade, quantidade ou disponibilidade" de alimentos do mundo.
O primeiro animal geneticamente modificado a ser comercializado foi o GloFish, um peixe Zebra com um gene fluorescente adicionado que lhe permite brilhar no escuro sob luz ultravioleta.  O primeiro animal geneticamente modificado a ser aprovado para uso alimentar foi o salmão AquAdvantage em 2015.  O salmão foi transformado com um gene da hormona do crescimento a partir de uma regulação salmão Pacífico Chinook e um promotor de um faneca mar que lhe permite crescer durante todo o ano, em vez de apenas durante a Primavera e Verão.

## A era da manipulação genética
Iniciou-se então a era da manipulação de mensagens genéticas expressas em fragmentos de sequências que compõem o código hereditário e os nucleotídeos.

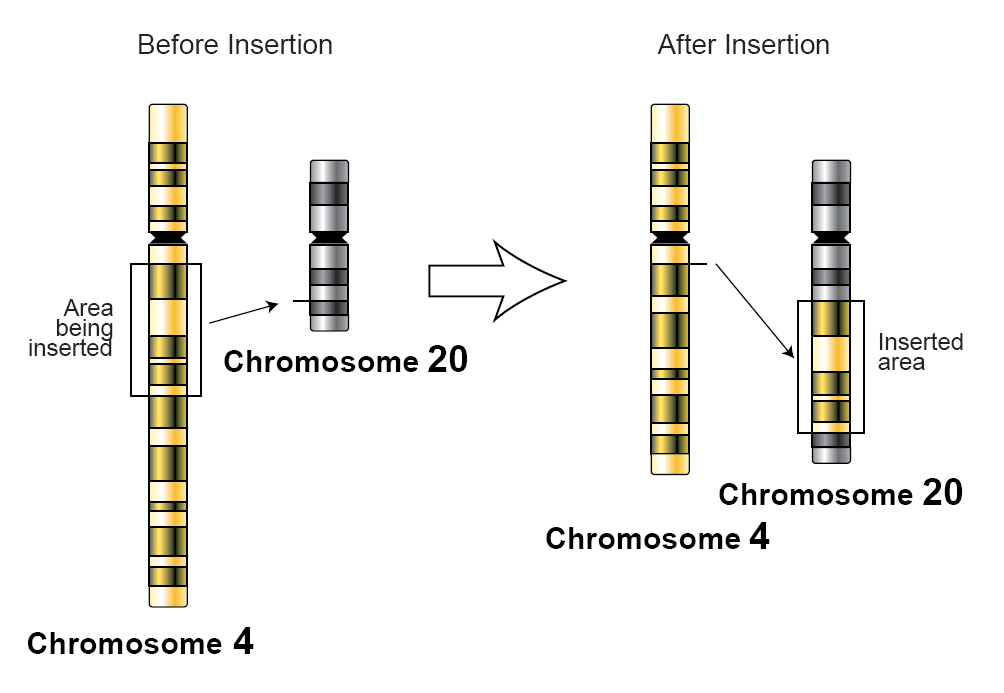
Inserção de informação genética

A partir deste momento a engenharia genética passou a cortar ou modificar as moléculas de DNA, utilizando enzimas específicas. As ligases, enzimas que agem para unir a cadeia fragmentada começaram a ser descobertas e sintetizadas para manipulação genética.

## A introdução do DNA nas células
A introdução de fragmentos de DNA contendo genes de interesse numa célula, só culminará na reprodução da mensagem genética de tal gene, se este estiver contido num vetor de clonagem apropriado. Tais vetores contém sequências de regulação importantes para que a maquinaria celular possa "ler" e "ler corretamente" a informação contida no gene. Os vetores que são responsáveis por este processo, podem ser plasmídios, vírus e outros, também manipulados geneticamente. Como os plasmídios são sequências circulares de DNA, que se reproduzem de forma autónoma e são elementos genéticos extracromossómicos, tornaram-se portanto, ideais para a transmissão de informação genética.

## Exemplos de produtos oriundos das técnicas de engenharia genética
- A insulina.[3]
- Os interferonas.
- A interleucina.

Algumas proteínas do sangue:
- A albumina.
- O fator VIII.
- Alguns tipos de ativadores das defesas orgânicas para o tratamento do câncer, como o fator necrosante de tumores.

A criação de vacinas sintéticas contra a pneumonia, meningite e hepatite B.
A criação e desenvolvimento de biotecnologias para a pesquisa segura de substâncias cuja manipulação envolve alto risco biológico:
- Vacinas que se preparam com vírus infecciosos, onde pode existir o risco de vazamento incontrolado.

## Controvérsias quanto à nomenclatura
A modificação genética também chamada de manipulação genética são termos preferidos por alguns pesquisadores. Estes afirmam que por serem neutros, tecnicamente é preferível o uso destes ao invés da designação engenharia genética, considerada controversa.
Vários opositores do termo modificação usam a palavra engenharia genética e discutem sobre a manipulação dos genes em combinação com a bioquímica das células, pois pouco se sabe dos danos colaterais ocorridos após a modificação de um organismo.
A relutância de se reconhecer a palavra engenharia tornou-se popular nos movimentos antiglobalização e seguramente na maior parte dos partidos ecológicos em especial na França e na Alemanha. Predomina naquelas regiões uma resistência às políticas agrícolas que utilizam o alimento geneticamente modificado.
Os grupos contrários ao consumo de subprodutos alimentares geneticamente modificados, tendem a resistir ao termo engenharia genética porque a palavra modificação causa um impacto maior.
Aqueles que defendem o termo da engenharia genética afirmam que a pecuária e a agricultura são também formas da engenharia pelo uso da selecção artificial em vez de técnicas de modificação genética moderna.
Não são os políticos que discutem as causas económicas ou científicas que geram nos seus trabalhos de fiscalizações atentas, são os cientistas. Estes, não objectam o termo modificação genética no que se aplica ao seu trabalho, porém a forma como é substituído o termo engenharia.

## Processo
O primeiro passo é escolher e isolar o gene que será inserido no organismo geneticamente modificado. O gene pode ser isolado utilizando enzimas de restrição para cortar o ADN em fragmentos e electroforese em gel para separá-los de acordo com o comprimento. A reação em cadeia da polimerase (PCR) também pode ser usada para amplificar um segmento de gene, que pode então ser isolado através de eletroforese em gel. Se o gene escolhido ou o genoma do doador tiver sido bem estudado, pode estar presente numa biblioteca genética. Se a sequência de DNA é conhecida, mas não há cópias do gene disponíveis, ela pode ser artificialmente sintetizada.
O gene a ser inserido no organismo geneticamente modificado deve ser combinado com outros elementos genéticos para que funcione adequadamente. O gene também pode ser modificado nesta fase para melhor expressão ou eficácia. Assim como o gene a ser inserido a maioria das construções contêm uma região promotora e terminadora assim como um gene marcador seleccionável. A região promotora inicia a transcrição do gene e pode ser utilizada para controlar a localização e o nível de expressão do gene, enquanto a região terminadora termina a transcrição. O marcador seleccionável, que na maioria dos casos confere resistência ao antibiótico ao organismo em que é expresso, é necessário para determinar quais células são transformadas com o novo gene. As construções são feitas utilizando técnicas de ADN recombinante, tais como digestões de restrição, ligaduras e clonagem molecular.  A manipulação do ADN ocorre geralmente dentro de um plasmídeo.
A forma mais comum de engenharia genética envolve a inserção de novo material genético aleatoriamente dentro do genoma do hospedeiro. Outras técnicas permitem que o novo material genético seja inserido em um local específico no genoma do hospedeiro ou gerar mutações em loci genômicos desejados capazes de nocautear Endógenos. A técnica de direccionamento de genes utiliza recombinação homóloga para direccionar alterações desejadas a um gene endógeno específico. Isto tende a ocorrer a uma frequência relativamente baixa em plantas e animais e geralmente requer o uso de marcadores seleccionáveis. A frequência de direcionamento de genes pode ser grandemente aumentada com o uso de nucleases desenvolvidas, como as nucleases de dedo de zinco,  engenharia de endonucleases homing,  ou nucleases criadas a partir de efetores de TAL.
Além de aumentar o direcionamento de genes, nucleases projetadas também podem ser usadas para introduzir mutações em genes endógenos que geram um knockout gênero.

### Transformações
Apenas cerca de 1% das bactérias são naturalmente capazes de absorver DNA estranho. No entanto, esta capacidade pode ser induzida em outras bactérias através de stress (por exemplo, choque eléctrico ou térmico), aumentando assim a permeabilidade da membrana celular ao ADN; Up-tomada de DNA pode integrar com o genoma ou existir como ADN extracromossômico. O DNA é geralmente inserido em células animais usando microinjeção, onde pode ser injetado através do envelope nuclear da célula diretamente no núcleo ou através do uso de vetores virais. Em plantas, o DNA é geralmente inserido usando recombinação ou biolística mediada por Agrobacterium.
Na recombinação mediada por Agrobacterium, a construção plasmídica contém ADN-T, ADN que é responsável pela inserção do ADN no genoma das plantas hospedeiras. Este plasmídeo é transformado em Agrobacterium que não contém plasmídeos antes de infectar as células vegetais. O Agrobacterium então inserirá naturalmente o material genético nas células da planta. [65] Na transformação biolística partículas de ouro ou tungstênio são revestidas com DNA e, em seguida, tiro em células de plantas jovens ou embriões de plantas. Algum material genético entrará nas células e as transformará. Este método pode ser usado em plantas que não são suscetíveis à infecção por Agrobacterium e também permite a transformação de plastídios de plantas. Outro método de transformação para células vegetais e animais é a eletroporação. A eletroporação envolve a sujeição da célula vegetal ou animal a um choque eléctrico, o que pode tornar a membrana celular permeável ao ADN plasmídico. Em alguns casos, as células eletroporação incorporarão o DNA em seu genoma. Devido ao dano causado às células e ao DNA, a eficiência de transformação da biolíticas e da eletroporação é menor do que a transformação e microinjeção mediada por agro bacterianos.
Como muitas vezes apenas uma única célula é transformada com material genético o organismo deve ser regenerado a partir dessa única célula. Uma vez que as bactérias consistem numa única célula e se reproduzem clonalmente a regeneração não é necessária. Nas plantas, isto é conseguido através da utilização de cultura de tecidos. Cada espécie de planta tem requisitos diferentes para a regeneração bem sucedida através da cultura de tecidos. Se for bem sucedida uma planta adulta é produzida que contém o trans gene em cada célula. Em animais é necessário assegurar que o DNA inserido esteja presente nas células estaminais embrionárias. Marcadores selecione utilizados para diferenciar facilmente transformadas de transformadas. Estes marcadores estão normalmente presentes no organismo transgênico, embora tenham sido desenvolvidas várias estratégias que podem remover o marcador selecionável da planta transgênica madura.  Quando a prole é produzida, eles podem ser rastreados quanto à presença do gene. Todas as crias da primeira geração serão heterozigotas para o gene inserido e devem ser acopladas em conjunto para produzir um animal homozigótico.
Testes adicionais usam PCR, hibridação Southern e sequenciamento de DNA é conduzido para confirmar que um organismo contém o novo gene. Estes testes também podem confirmar a localização cromossômica e o número de cópias do gene inserido. A presença do gene não garante que será expressa em níveis apropriados no tecido alvo, pelo que são também utilizados métodos que procurem e medem os produtos gênicos (ARN e proteína). Estes incluem hibridação no Norte, RT-PCR quantitativa, Western blot, imunofluorescência, ELISA e análise fenotípica. Para a transformação estável o gene deve ser passado para a prole em um padrão de herança mendeliana, de modo a prole do organismo também são estudados.

### Edição de genoma
A edição do genoma é um tipo de engenharia genética na qual o DNA é inserido, substituído ou removido de um genoma usando nucleases artificiais, ou "tesouras moleculares". As nucleases criam rupturas específicas de cadeia dupla (DSBs) em localizações desejadas no genoma e aproveitam os mecanismos endógenos da célula para reparar a quebra induzida por processos naturais de recombinação homóloga (HR) e união não-homóloga (NHEJ). Existem atualmente quatro famílias de nucleases modificadas: meganucleases, nucleases de dedo de zinco (ZFNs), nucleases efectoras semelhantes a ativadores de transcrição (TALENs) e o sistema Cas9-guiaRNA (adaptado do sistema imunológico prokarotic CRISPR).  Em contraste com a edição artificial do genoma, a edição natural do genoma ocorre através de agentes virais e subvirais competentes na identificação de estruturas de sintaxe genética para processos de inserção / deleção com o resultado de processos de seleção conservados.

## Aplicações
Umas das mais conhecidas aplicações da engenharia genética são os organismos geneticamente modificados (OGM).
Existem muitas possíveis aplicações biotecnológicas da modificação genética, por exemplo, vacinas orais produzidas nas frutas. Estas pela simplicidade da sua produção têm baixo custo. Isto representa um desenvolvimento das modificações genéticas para usos médicos e abre uma porta ética para o uso da tecnologia para a modificação de genes humanos.
Uma das maiores ambições de alguns grupos de pesquisadores é a possibilidade da melhoria das capacidades humanas físicas e mentais pelo uso da engenharia molecular.

## Engenharia genética e as pesquisas
Apesar de haver grandes evolução da genética nos últimos vinte anos, ainda existe muito para pesquisar. A contar com o projeto de pesquisa do genoma humano e dos genomas de vegetais e animais significativos.
A expansão e barateamento dos processos para as descobertas e os acessos para a informação da compreensão genética tornaram-se uma realidade. Uma imensa quantidade de sequências de nucleótidos já foram divulgadas na Internet e verificadas pelos mais diferentes institutos de pesquisas. Atualmente o maior desafio é elucidar as funções das redes complexas de interacção das proteínas, é conhecer e entender o proteoma dos organismos.
A Engenharia Genética tornou-se valiosa nas pesquisas sobre proteínas, onde se pode utilizar técnicas que permitam:
- A perda de função da proteína, através da deleção ou nocauteamento do gene respectivo desta proteína. Geralmente um gene apenas, do genoma de um organismo, é nocauteado por vez. E preferencialmente este tipo de experimento é feito em organismos simples, unicelulares, onde é mais fácil analisar o fenótipo. Se o organismo com o gene inativado apresentar alguma característica incomum, esta será associada a proteína em estudo. Desta forma é possível determinar e analisar defeitos causados por mutação em proteínas. E pode ser considerado útil porque não causa danos em genes além do que está sendo estudado. Esta técnica é utilizada na determinação da função de uma proteína;
- A localização celular e identificação de interacções duma proteína desejada. Uma forma de fazer isso é substituir um gene selvagem por um gene de fusão, que é o próprio gene teste fusionado a um gene repórter, como o da proteína verde fluorescente (GFP, da sigla em inglês) por exemplo. Assim a visualização desta proteína de fusão, um coloração verde fluorescente permite localizar a proteína em estudo.

Esta técnica é útil, mas a fusão pode alterar algumas funções do gene teste pela criação de efeitos colaterais e tornando questionáveis os resultados da experiência. Técnicas mais sofisticadas permitem a visualização de proteínas com alteração mínima de suas funções.

## Polêmicas
Pela sua natureza, o desenvolvimento da engenharia genética convive com problemas legais e éticos. Um dos principais fatores que exigem um controle rígido pela sociedade organizada, e tem gerado polêmicas ético-morais, é a manipulação do genoma de seres vivos com fins eugênicos, ou seja, a de depuração da espécie. Outro caso é a retirada de células-tronco de embriões humanos, principalmente contrariada por religiões, que consideram o ato uma agressão à vida.

## Os medicamentos genéticos e a ética
A insulina, tão importante ao enfermos de Diabete, além da interferona, são atualmente possíveis graças aos progressos da engenharia genética e da bioengenharia. Outro assunto polêmico é o uso das células-tronco em pesquisas para tratamentos de doenças degenerativas.

## Afirmações pró e contra as técnicas de engenharia genética na Agricultura
Engenheiros genéticos afirmam que a tecnologia de manipulação genética é segura. Dizem alguns que é necessária a fim de manter a produção de alimentos para suprir o crescimento das populações.
Entretanto, outros discutem que o maior problema é a distribuição, e não a produção, pois a fome de parte da população é o resultado da distribuição desigual de alimento e da riqueza. Portanto, não haveria necessidade da produção de alimentos geneticamente modificados.
Outros ainda, afirmam que as modificações genéticas podem ter consequências inesperadas, tanto nos organismos modificados como nos seus ambientes. Os efeitos ecológicos das plantas transgênicas precisariam ser cuidadosamente investigados antes de elas serem liberadas para plantio.
Os activistas AntiEngenharia Genética dizem que com os conhecimentos atuais de genética, ainda não existe nenhuma maneira de se assegurar que os organismos geneticamente modificados fiquem controlados. Afirmam ainda que o uso desta tecnologia fora de laboratórios tem riscos inaceitáveis para o futuro. Existe o receio de que determinados vegetais geneticamente manipulados reduzirão a biodiversidade no Planeta.
Segundo afirmações ainda, as plantas tóxicas aos insectos significarão não significaram absolutamente nada. Isto poderia resultar no declínio de vários animais selvagens (por exemplo pássaros) que dependem das sementes e/ou dos insectos, como alimento.
Os especialistas das técnicas genéticas enumeram os benefícios que a tecnologia pode ter nas plantas comestíveis. Por exemplo, nas difíceis condições agrícolas dos países em desenvolvimento (também conhecidos como países subdesenvolvidos, ou do Terceiro Mundo). Dizem que, com modificações, as colheitas existentes poderiam prosperar sob as circunstâncias relativamente hostis, fornecendo maiores quantidades de alimento. A ideia do chamado arroz dourado também agrada os peritos, uma variedade geneticamente alterada do arroz, que contém níveis elevados de pro-vitamina A. Existe a esperança que este arroz possa aliviar o défice de vitamina A no Mundo para a morte de milhões de pessoas anualmente.
Os peritos afirmam ainda que as colheitas geneticamente projectadas não são significativamente diferentes daquelas modificadas pela Natureza ou pelos seres humanos no passado, e estas que, pela extensão, são tão seguras ou mesmo mais seguras do que o uso de tais métodos. Apesar de existir certa transferência de genes entre eucariotos e procariotos unicelulares, até agora ainda não houve catástrofes genéticas resultantes disto.

## Efeitos políticos e econômicos
Muitos opositores à engenharia genética actual acreditam que a ascensão do uso de OGM em grandes plantações causou uma poderosa inclinação de companhias de produtos agrícolas em companhias de biotecnologia, que ganham poder excessivo sobre a produção de comida, e sobre os agricultores que usam os seus produtos.
Pessoas a favor das técnicas correntes de engenharia genética acreditam que irá diminuir a necessidade do uso de pesticidas e haverá maior produtividade agrícola para muitos agricultores, incluindo até os dos países em desenvolvimento.
Em Abril de 2004, Hugo Chávez baniu totalmente o uso de sementes geneticamente modificadas na Venezuela. Em Janeiro de 2005, o governo da Hungria seguiu, e anunciou que bania a importação e plantação de sementes de milho geneticamente modificadas, apesar de estarem autorizadas pela União Europeia.